# Lancia ECV
La Lancia ECV (acronimo di Experimental Composite Vehicle ovvero "veicolo sperimentale in compositi") è un prototipo costruito dalla Lancia nel 1986 per partecipare al campionato del mondo rally nel nuovo Gruppo S, che si sarebbe dovuto inaugurare l'anno successivo come sostituto del Gruppo B.

## Contesto
A metà degli anni ottanta, nell'automobilismo si diffonde l'uso degli innovativi telai a vasca in materiale composito, caratterizzati da maggiore leggerezza e rigidezza torsionale rispetto a una corrispondente versione con struttura a traliccio o monoscocca in materiale metallico. Nei rally di Gruppo B, la Ford RS200 è la prima vettura dotata di questa soluzione, mentre la Lancia Delta S4 dispone ancora di un telaio a tralicci quadri fissati a pannelli in materiale composito. L'Abarth che si occupava della ricerca e dello sviluppo dei componenti della squadra Lancia, intuisce i benefici in termini prestazionali che comporterebbe un telaio monoscocca in composito e decide allora di realizzarne un modello adatto a montare gli organi meccanici e la carrozzeria della Delta S4. Il prototipo una volta assemblato, viene ribattezzato ECV "Experimental Composite Vehicle", in riferimento al telaio realizzato in compositi di kevlar e fibra di carbonio di nuova concezione.

## Descrizione
L'auto monta un 4 cilindri da 1759 cm³ con alesaggio x corsa di 88,5 x 71,5 mm; usava un innovativo sistema di distribuzione chiamato il triflux, in cui le valvole erano poste a "X" per poter alimentare con i gas di scarico i due turbocompressori KKK tipo K-26. La prima turbina lavorava fino a 5000 rpm, quando veniva affiancata anche dalla seconda; la pressione raggiungeva i 2,3 bar, che scendevano a 1,8 nei cambi marcia, con l'auto che montava un cambio a 5 marce a innesti frontali. Per il raffreddamento venivano usati due intercooler. 
La potenza totale era di 600 CV a 8000 giri al minuto nella configurazione da sterrato e poteva toccare gli 800 CV per le gare su fondo asfaltato. La velocità massima era di 230 km/h. Grazie all'ampio uso di kevlar e fibra di carbonio, strutture a nido d'ape e/o poliuretano schiumato che venivano utilizzati tra l'altro anche per elementi come l'albero di trasmissione e i cerchioni, il peso totale della vettura era di soli 930 kg. I freni a disco erano autoventilanti all'anteriore e forati al posteriore.
Il prototipo fu abbandonato definitivamente quando nel 1986, dopo una serie di incidenti mortali culminati con la morte di Henri Toivonen e del suo co-pilota Sergio Cresto al Tour de Corse con una Lancia Delta S4, della quale l'ECV doveva essere l'erede, la FIA decise di sopprimere il Gruppo B e il previsto Gruppo S in favore delle meno pericolose vetture Gruppo A e Gruppo N. Le prestazioni della vettura sarebbero state comunque ridimensionate dalla decisione, già presa prima della morte di Toivonen, di limitare le auto del Gruppo S a soli 300 CV, annullando così i vantaggi derivanti dal nuovo motore.

## Scheda tecnica
| Caratteristiche tecniche - Lancia ECV                                                         | Caratteristiche tecniche - Lancia ECV | Caratteristiche tecniche - Lancia ECV | Caratteristiche tecniche - Lancia ECV | Caratteristiche tecniche - Lancia ECV | Caratteristiche tecniche - Lancia ECV |
| Configurazione                                                                                | Configurazione | Configurazione | Configurazione | Configurazione | Configurazione |
| --------------------------------------------------------------------------------------------- | --- | --- | --- | --- | --- |
| Carrozzeria: berlina due porte in fibre di carbonio e kevlar impregnate di resine epossiliche | Carrozzeria: berlina due porte in fibre di carbonio e kevlar impregnate di resine epossiliche | Posizione motore: Posteriore longitudinale | Posizione motore: Posteriore longitudinale | Trazione: integrale | Trazione: integrale |
| Dimensioni e pesi                                                                             | | | | | |
| Ingombri (lungh.×largh.×alt. in mm): 4005 × 1880 × 1500                                       | Ingombri (lungh.×largh.×alt. in mm): 4005 × 1880 × 1500 | Ingombri (lungh.×largh.×alt. in mm): 4005 × 1880 × 1500 | Ingombri (lungh.×largh.×alt. in mm): 4005 × 1880 × 1500 | Diametro minimo sterzata: | Diametro minimo sterzata: |
| Interasse: 2440 mm                                                                            | Interasse: 2440 mm | Carreggiate: anteriore 1500 - posteriore 1520 mm | Carreggiate: anteriore 1500 - posteriore 1520 mm | Altezza minima da terra: | Altezza minima da terra: |
| Posti totali: 2                                                                               | Posti totali: 2 | Bagagliaio: | Bagagliaio: | Serbatoio: 25 | Serbatoio: 25 |
| Masse                                                                                         | a vuoto: (secondo Norma FISA per Gr.B) 930 kg | a vuoto: (secondo Norma FISA per Gr.B) 930 kg | a vuoto: (secondo Norma FISA per Gr.B) 930 kg | a vuoto: (secondo Norma FISA per Gr.B) 930 kg | a vuoto: (secondo Norma FISA per Gr.B) 930 kg |
| Meccanica                                                                                     | | | | | |
| Tipo motore: 4 cilindri in linea; rapporto di compressione: 7.5:1                             | Tipo motore: 4 cilindri in linea; rapporto di compressione: 7.5:1 | Tipo motore: 4 cilindri in linea; rapporto di compressione: 7.5:1 | Cilindrata: 1759 cm³ (88.5 x 71.5 mm) cm³ | Cilindrata: 1759 cm³ (88.5 x 71.5 mm) cm³ | Cilindrata: 1759 cm³ (88.5 x 71.5 mm) cm³ |
| Distribuzione: bialbero con quattro valvole per cilindro                                      | Distribuzione: bialbero con quattro valvole per cilindro | Distribuzione: bialbero con quattro valvole per cilindro | Alimentazione: Iniezione elettronica Weber/Magneti Marelli IA.W. integrata con l'accensione / Testa Cilindri Triflux a flusso invertito doppio / Sovralimentazione mediante due turbocompressori K.K.K. tipo K26 e due scambiatori di calore aria-aria (intercooler)                                                         | Alimentazione: Iniezione elettronica Weber/Magneti Marelli IA.W. integrata con l'accensione / Testa Cilindri Triflux a flusso invertito doppio / Sovralimentazione mediante due turbocompressori K.K.K. tipo K26 e due scambiatori di calore aria-aria (intercooler)                                                         | Alimentazione: Iniezione elettronica Weber/Magneti Marelli IA.W. integrata con l'accensione / Testa Cilindri Triflux a flusso invertito doppio / Sovralimentazione mediante due turbocompressori K.K.K. tipo K26 e due scambiatori di calore aria-aria (intercooler)                                                         |
| Prestazioni motore                                                                            | Potenza: 600 CV a 8000 giri/min / Coppia: 55 kgm a 5000 giri/min | Potenza: 600 CV a 8000 giri/min / Coppia: 55 kgm a 5000 giri/min | Potenza: 600 CV a 8000 giri/min / Coppia: 55 kgm a 5000 giri/min | Potenza: 600 CV a 8000 giri/min / Coppia: 55 kgm a 5000 giri/min | Potenza: 600 CV a 8000 giri/min / Coppia: 55 kgm a 5000 giri/min |
| Accensione: Weber/Magneti Marelli IA.W. integrata con l'iniezione elettronica                 | Accensione: Weber/Magneti Marelli IA.W. integrata con l'iniezione elettronica | Accensione: Weber/Magneti Marelli IA.W. integrata con l'iniezione elettronica | Impianto elettrico: Magneti Marelli | Impianto elettrico: Magneti Marelli | Impianto elettrico: Magneti Marelli |
| Frizione: Bidisco con guarnizioni d'attrito in metallo ceramiche                              | Frizione: Bidisco con guarnizioni d'attrito in metallo ceramiche | Frizione: Bidisco con guarnizioni d'attrito in metallo ceramiche | Cambio: In posizione posteriore longitudinale, a cinque marce; innesti frontali | Cambio: In posizione posteriore longitudinale, a cinque marce; innesti frontali | Cambio: In posizione posteriore longitudinale, a cinque marce; innesti frontali |
| Telaio                                                                                        | | | | | |
| Corpo vettura                                                                                 | Abitacolo a struttura portante in materiali compositi (honeycomb con pelli in carbonio) con struttura reticolare in tubi di acciaio anteriore | Abitacolo a struttura portante in materiali compositi (honeycomb con pelli in carbonio) con struttura reticolare in tubi di acciaio anteriore | Abitacolo a struttura portante in materiali compositi (honeycomb con pelli in carbonio) con struttura reticolare in tubi di acciaio anteriore | Abitacolo a struttura portante in materiali compositi (honeycomb con pelli in carbonio) con struttura reticolare in tubi di acciaio anteriore | Abitacolo a struttura portante in materiali compositi (honeycomb con pelli in carbonio) con struttura reticolare in tubi di acciaio anteriore |
| Sterzo                                                                                        | Idroguida a cremagliera TRW | Idroguida a cremagliera TRW | Idroguida a cremagliera TRW | Idroguida a cremagliera TRW | Idroguida a cremagliera TRW |
| Sospensioni                                                                                   | anteriori: A ruote indipendenti, parallelogrammi deformabili; molla (elicoidale) e ammortizzatore coassiale / posteriori: A ruote indipendenti, parallelogrammi deformabili; molla (elicoidale) e doppio ammortizzatore; barra stabilizzatrice / Ammortizzatori Bilstein a gas                                               | anteriori: A ruote indipendenti, parallelogrammi deformabili; molla (elicoidale) e ammortizzatore coassiale / posteriori: A ruote indipendenti, parallelogrammi deformabili; molla (elicoidale) e doppio ammortizzatore; barra stabilizzatrice / Ammortizzatori Bilstein a gas                                               | anteriori: A ruote indipendenti, parallelogrammi deformabili; molla (elicoidale) e ammortizzatore coassiale / posteriori: A ruote indipendenti, parallelogrammi deformabili; molla (elicoidale) e doppio ammortizzatore; barra stabilizzatrice / Ammortizzatori Bilstein a gas                                               | anteriori: A ruote indipendenti, parallelogrammi deformabili; molla (elicoidale) e ammortizzatore coassiale / posteriori: A ruote indipendenti, parallelogrammi deformabili; molla (elicoidale) e doppio ammortizzatore; barra stabilizzatrice / Ammortizzatori Bilstein a gas                                               | anteriori: A ruote indipendenti, parallelogrammi deformabili; molla (elicoidale) e ammortizzatore coassiale / posteriori: A ruote indipendenti, parallelogrammi deformabili; molla (elicoidale) e doppio ammortizzatore; barra stabilizzatrice / Ammortizzatori Bilstein a gas                                               |
| Freni                                                                                         | anteriori: A disco autoventilanti con doppie pinze a due cilindretti Brembo diametro 300 mm / posteriori: A disco autoventilanti con doppie pinze a quattro cilindretti Brembo diametro 300 mm | anteriori: A disco autoventilanti con doppie pinze a due cilindretti Brembo diametro 300 mm / posteriori: A disco autoventilanti con doppie pinze a quattro cilindretti Brembo diametro 300 mm | anteriori: A disco autoventilanti con doppie pinze a due cilindretti Brembo diametro 300 mm / posteriori: A disco autoventilanti con doppie pinze a quattro cilindretti Brembo diametro 300 mm | anteriori: A disco autoventilanti con doppie pinze a due cilindretti Brembo diametro 300 mm / posteriori: A disco autoventilanti con doppie pinze a quattro cilindretti Brembo diametro 300 mm | anteriori: A disco autoventilanti con doppie pinze a due cilindretti Brembo diametro 300 mm / posteriori: A disco autoventilanti con doppie pinze a quattro cilindretti Brembo diametro 300 mm |
| Pneumatici                                                                                    | ant. Pirelli 230/660-16 / post. Pirelli 290/660-16 / Cerchi: ant. Speedline in lega leggera 9"x16" / post. Speedline in lega leggera 11"x16" | ant. Pirelli 230/660-16 / post. Pirelli 290/660-16 / Cerchi: ant. Speedline in lega leggera 9"x16" / post. Speedline in lega leggera 11"x16" | ant. Pirelli 230/660-16 / post. Pirelli 290/660-16 / Cerchi: ant. Speedline in lega leggera 9"x16" / post. Speedline in lega leggera 11"x16" | ant. Pirelli 230/660-16 / post. Pirelli 290/660-16 / Cerchi: ant. Speedline in lega leggera 9"x16" / post. Speedline in lega leggera 11"x16" | ant. Pirelli 230/660-16 / post. Pirelli 290/660-16 / Cerchi: ant. Speedline in lega leggera 9"x16" / post. Speedline in lega leggera 11"x16" |
| Altro                                                                                         | | | | | |
| Trasmissione                                                                                  | Integrale; ripartitore centrale di coppia a ruotismo epicicloidale con limitatore di scorrimento (giunto viscoso); differenziali anteriore e posteriore Z.F. autobloccanti; albero di trasmissione di materiale composito; possibilità di "bloccaggio" del ripartitore centrale / ripartizione di coppia ant./post.: 30 / 70 | Integrale; ripartitore centrale di coppia a ruotismo epicicloidale con limitatore di scorrimento (giunto viscoso); differenziali anteriore e posteriore Z.F. autobloccanti; albero di trasmissione di materiale composito; possibilità di "bloccaggio" del ripartitore centrale / ripartizione di coppia ant./post.: 30 / 70 | Integrale; ripartitore centrale di coppia a ruotismo epicicloidale con limitatore di scorrimento (giunto viscoso); differenziali anteriore e posteriore Z.F. autobloccanti; albero di trasmissione di materiale composito; possibilità di "bloccaggio" del ripartitore centrale / ripartizione di coppia ant./post.: 30 / 70 | Integrale; ripartitore centrale di coppia a ruotismo epicicloidale con limitatore di scorrimento (giunto viscoso); differenziali anteriore e posteriore Z.F. autobloccanti; albero di trasmissione di materiale composito; possibilità di "bloccaggio" del ripartitore centrale / ripartizione di coppia ant./post.: 30 / 70 | Integrale; ripartitore centrale di coppia a ruotismo epicicloidale con limitatore di scorrimento (giunto viscoso); differenziali anteriore e posteriore Z.F. autobloccanti; albero di trasmissione di materiale composito; possibilità di "bloccaggio" del ripartitore centrale / ripartizione di coppia ant./post.: 30 / 70 |
| Lubrificazione                                                                                | Carter secco con pompe di mandata ed estrazione e scambiatori di calore aria/olio | Carter secco con pompe di mandata ed estrazione e scambiatori di calore aria/olio | Carter secco con pompe di mandata ed estrazione e scambiatori di calore aria/olio | Carter secco con pompe di mandata ed estrazione e scambiatori di calore aria/olio | Carter secco con pompe di mandata ed estrazione e scambiatori di calore aria/olio |
| Fonte dei dati: www.ecv1.com (sito ufficiale)                                                 | | | | | |

## La ricostruzione

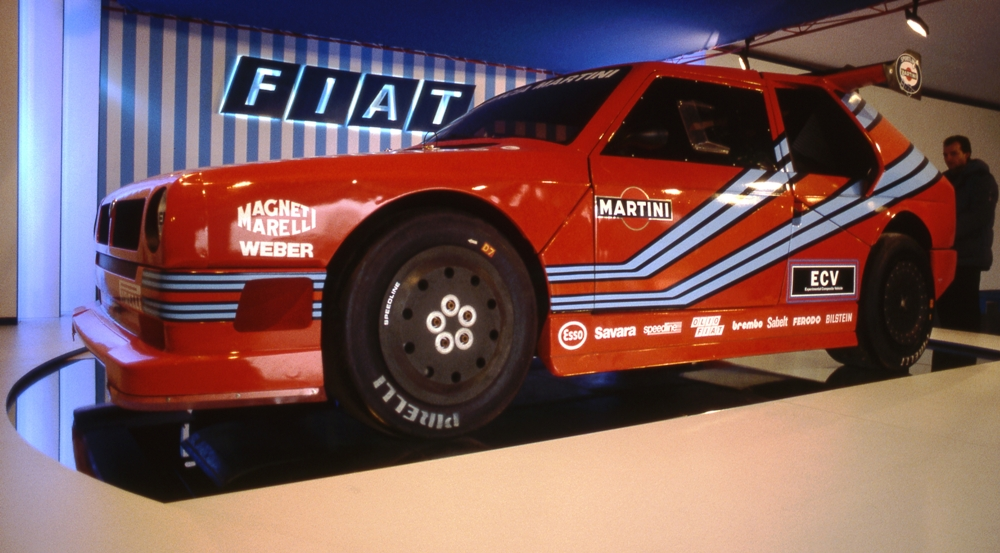
Lancia ECV originale al Motor Show di Bologna del 1986

Partendo dal telaio di una Lancia Delta S4 e assemblandolo con la componentistica in materiale composito e la carrozzeria originale in carbonio della ECV, smantellata per donarne il telaio in compositi alla sua erede ECV2, il preparatore Giuseppe Volta ha realizzato una ricostruzione quasi totalmente fedele della Lancia Delta ECV Evo 87. Tale vettura, con al volante il due volte campione del mondo rally Miki Biasion, accompagnato dallo stesso Volta, ha partecipato alla competizione per vetture storiche Rallylegend 2010, tenutasi a San Marino e in seguito ha fatto la sua apparizione in altri eventi e manifestazioni motoristiche, tra cui il Monza Rally Show del 2010.

## ECV 2
La Lancia ECV 2, evoluzione della ECV, venne presentata nel 1988. Montava lo stesso 4 cilindri da 1759 cm³, con un rapporto di compressione di 7,5:1. Montava una carrozzeria disegnata da Carlo Gaino, molto più aerodinamica rispetto a quella della ECV, che portò benefici alla vettura. Raggiungeva una velocità massima di 220 km/h e impiegava 9 secondi per passare da 0 a 200 km/h. Fu prodotta sulla scocca della ECV (venne quindi ricarrozzato il telaio precedente) in un solo esemplare, che è attualmente esposto al Museo Lancia di Torino. La massa venne ridotta di 30 kg.

La nuova carrozzeria è caratterizzata da un cofano munito di due sfoghi d'aria per il radiatore e una presa d'aria NACA, mentre la presa d'aria per il motore non si trova più ai lati dei montanti posteriori, ma nella parte posteriore del tetto auto, mentre per quanto riguarda lo spoiler questo viene spostato dal tettuccio a metà del lunotto coprimotore (ora del tipo avvolgente) con un'inclinazione neutra e distaccato centralmente.